# Zalesie (powiat ostrzeszowski)
Zalesie – osada w Polsce położona w województwie wielkopolskim, w powiecie ostrzeszowskim, w gminie Doruchów.
W latach 1975–1998 miejscowość należała administracyjnie do województwa kaliskiego.